# Championnats panaméricains de tir à l'arc
Les Championnats panaméricains de tir à l'arc ont été créés en 1972, il s'agit d'une compétition de tir à l'arc organisée par la World Archery Americas.

## Éditions
L'édition 2020 est reportée à 2021, en raison de la pandémie de Covid-19.
| #  | Année | Ville           | Pays       |
| -- | ----- | --------------- | ---------- |
| 1  | 1972  | Acapulco        | Mexique    |
| 2  | 1974  | San Juan        | Porto Rico |
| 3  | 1976  | Valley Forge    | États-Unis |
| 4  | 1980  | Melgar          | Colombie   |
| 5  | 1982  | Joliette        | Canada     |
| 6  | 1986  | Rio de Janeiro  | Brésil     |
| 7  | 1994  | Sancti Spíritus | Cuba       |
| 8  | 1998  | La Havane       | Cuba       |
| 9  | 2000  | Medellín        | Colombie   |
| 10 | 2002  | San Salvador    | Salvador   |
| 11 | 2004  | Valencia        | Venezuela  |
| 12 | 2006  | Rio de Janeiro  | Brésil     |
| 13 | 2008  | Valencia        | Venezuela  |
| 14 | 2010  | Guadalajara     | Mexique    |
| 15 | 2012  | San Salvador    | Salvador   |
| 16 | 2014  | Rosario         | Argentine  |
| 17 | 2016  | San José        | Costa Rica |
| 18 | 2018  | Medellín        | Colombie   |
| 19 | 2021  | Monterrey       | Mexique    |